# الذئب بيننا
الذئب بيننا (بالإنجليزية: The Wolf Among Us)‏ هي لعبة فيديو من نوع لعبة مغامرة رسومية، صدرت في عام 2013، وهي متوفرة على أجهزة مايكروسوفت ويندوز وماك أو إس عشرة وإكس بوكس 360 وبلاي ستيشن 3 وآي أو إس وبلاي ستيشن فيتا وأندرويد. اللعبة من تطوير تلتيل جيمز ومن نشر تلتيل جيمز.

## وصلات خارجية
- الذئب بيننا على موقع IMDb (الإنجليزية)

- الموقع الرسمي